# Iguanodontidae
De Iguanodontidae zijn een groep grote herbivore ornithischische dinosauriërs, behorend tot de Euornithopoda.
De familie Iguanodontidae werd in 1853 benoemd door Paul Gervais om Iguanodon een plaats te geven. Vaak wordt ten onrechte een publicatie door Edward Drinker Cope uit 1869 als de eerste beschouwd waarin het woord voorkomt.
De klade  werd voor het eerst gedefinieerd door Paul Sereno in 1998 als de groep bestaande uit alle Hadrosauriformes nauwer verwant aan Iguanodon dan aan Parasaurolophus. Deze definitie werd in 2005 door hem exacter gemaakt als: de groep bestaande uit Iguanodon bernissartensis en alle soorten nauwer verwant aan Iguanodon dan aan Parasaurolophus walkeri.
De groep bestaat uit vormen uit het Vroege Krijt. Welke soorten tot de groep behoren, is onzeker omdat de groep niet goed geanalyseerd is. Vroeger werden vele soorten onder de Iguanodontidae gerekend maar tegenwoordig is duidelijk geworden dat de meeste daarvan een reeks opeenvolgende afsplitsingen vormen van de hoofdtak richting Hadrosauridae. Dat laat alleen Iguanodon zelf over als zekere iguanodontide. De traditionele iguanodontiden zijn dan basale Hadrosauroidea of Iguanodontoidea.